# GDDR6
GDDR6 SDRAM (de las siglas en inglés Graphics Double Data Rate 6 Synchronous Dynamic Random-Access Memory) es un modelo moderno de memoria de acceso aleatorio de gráficos sincrónicos (SGRAM) con una interfaz de ancho de banda de alto rendimiento diseñada para su uso en tarjetas gráficas, videoconsolas y computación de alto rendimiento. Es un tipo de GDDR SDRAM (gráficos DDR SDRAM ),como su predecesor de GDDR5 hasta su sucesora GDDR7. Al igual que GDDR5X, utiliza QDR (velocidad de datos cuádruple) en referencia al reloj de comando de escritura (WCK) y ODR (velocidad de datos octal) en referencia al reloj de comando (CK).

## Características
La especificación finalizada fue publicada por Joint Electron Device Engineering Council (JEDEC) en julio de 2017, ofreciendo un mayor ancho de banda que el anterior GDDR5 por pin, llegando hasta los 16 Gbps y con voltajes de operación más bajos (1,35V), logrando aumentar el rendimiento y disminuir el consumo de energía en relación con GDDR5X.

## Implementación comercial
En Hot Chips 2016, Samsung anunció GDDR6 como el sucesor de GDDR5X. Samsung anunció más tarde que los primeros productos serían chips de 1,35 V y 16 Gbit/s. En enero de 2018, Samsung comenzó la producción en masa de chips GDDR6 de 16 Gb (2 GB), fabricados en un proceso de clase de 10 nm y con una velocidad de datos de hasta 18 Gbit/s por pin.
En febrero de 2017, Micron Technology anunció que lanzaría sus propios productos GDDR6 a principios de 2018. Micron comenzó la producción en masa de chips de 8 Gb en junio de 2018.
SK Hynix anunció que sus productos GDDR6 se lanzarían a principios de 2018. SK Hynix anunció en abril de 2017 que sus chips GDDR6 se producirían en un proceso de 21 nm y tendrían un voltaje un 10 % más bajo que GDDR5. Se esperaba que los chips SK Hynix tuvieran una velocidad de transferencia de 14 a 16 Gbit/s. Se esperaba que las primeras tarjetas gráficas que usaran la RAM GDDR6 de SK Hynix usaran 12 GB de RAM con un bus de memoria de 384 bits, lo que generaba un ancho de banda de 768 GB/s. SK Hynix comenzó la producción en masa en febrero de 2018, con chips de 8 Gbit y una velocidad de datos de 14 Gbit/s por pin.
Nvidia anunció oficialmente las primeras tarjetas gráficas de consumo que utilizan GDDR6, GeForce RTX 2080 Ti, RTX 2080 y RTX 2070 basadas en Turing el 20 de agosto de 2018, RTX 2060 el 6 de enero de 2019 y GTX 1660 Ti el 22 de febrero de 2019. La memoria GDDR6 de Samsung Electronics también se utiliza para la serie Quadro RTX basada en Turing. La serie RTX 20 se lanzó inicialmente con chips de memoria Micron, antes de cambiar a chips Samsung en noviembre de 2018.
AMD anunció oficialmente las Radeon RX 5700, 5700 XT y 5700 XT 50th Anniversary Edition el 10 de junio de 2019. Estas GPU Navi 10 utilizan 8 GB de memoria GDDR6.

## GDDR6X
Micron desarrolló GDDR6X en estrecha colaboración con Nvidia. GDDR6X SGRAM aún no ha sido estandarizado por JEDEC. Nvidia es el único socio de lanzamiento de GDDR6X de Micron. GDDR6X ofrece un mayor ancho de banda por pin entre 19 y 21 Gbit/s con señalización PAM4, lo que permite transmitir dos bits por símbolo y reemplaza la codificación anterior NRZ (sin retorno a cero, PAM2) que proporcionaba solo un bit por símbolo, lo que limita el ancho de banda por pin de GDDR6 a 16 Gbit/s. Las primeras tarjetas gráficas en usar GDDR6X son las tarjetas gráficas Nvidia GeForce RTX 3080 y 3090. La señalización PAM4 no es nueva, pero cuesta más implementarla, en parte porque requiere más espacio en los chips y es más propensa a problemas de relación señal-ruido (SNR), que limitan principalmente su uso a redes de alta velocidad (como Ethernet 200G). GDDR6X consume un 15 % menos de energía por bit transferido que GDDR6, pero el consumo general de energía es mayor ya que GDDR6X es más rápido que GDDR6. En promedio, PAM4 consume menos energía y usa menos pines que la señalización diferencial y sigue siendo más rápido que NRZ. Se cree que GDDR6X es más económico que la memoria de alto ancho de banda.

## GDDR6W
Samsung anunció el desarrollo de GDDR6W el 29 de noviembre de 2022.
Sus mejoras sobre GDDR6 son:
- Mayor tasa de transmisión por pin de 22 Gb/s
- Duplicación de la capacidad por paquete de 16 Gb a 32 Gb
- Duplica los pines de E/S del 32 a 64
- Espesor un 36% menor (0,7 mm menos que 1,1 mm mediante el uso de empaquetado a nivel de oblea Fan-Out (FOWLP)